# Griegos por la Patria
Griegos por la Patria (en griego: Έλληνες για την Πατρίδα) es un partido político nacionalista griego fundado el 4 de junio de 2020 por el ex portavoz del partido Amanecer Dorado, IIias Kasidiaris.

## Fundación
Después del fracaso de Amanecer Dorado para asegurar ningún escaño en las elecciones legislativas griegas de 2019, muchos miembros del partido comenzaron a pedir modificaciones en la estructura del partido, así como un cambio en el liderazgo. El secretario general del Partido, Nikolaos Michaloliakos, fue considerado por muchos exdiputados como responsable del incumplimiento del umbral del 3%. En consecuencia, muchos miembros prominentes del partido comenzaron a abandonar Amanecer Dorado desde que Michaloliakos insistió en permanecer a cargo del partido. Cabe destacar que Yannis Lagós, eurodiputado del partido desde las elecciones al Parlamento Europeo de 2019 en Grecia, anunció su salida de Amanecer Dorado, junto con Giorgos Germenis, Nikos Kouzilos y Panagiotis Iliopoulos para fundar un nuevo partido nacionalista llamado Conciencia Popular Nacional.
La dirección de Amanecer Dorado no hizo ninguno de los enunciados o declaraciones propuestas, por lo que Kasidiaris anunció el 21 de mayo de 2020 a través de un vídeo de YouTube su retirada del partido y la fundación de un nuevo partido nacionalista liderado por él mismo, Griegos por la Patria. Kasidiaris ha dejado claro que el nuevo partido rechaza el fascismo y el nazismo y es ideológicamente cercano a los movimientos nacionalistas europeos, como la Liga Norte en Italia en la que se especula que su primer logo se ha inspirado.

## Encuestas de opinión
A los pocos días de la fundación del partido, sus porcentajes empezaron a aparecer en las urnas, con la estimación del número de votantes (sin abstención, en blanco e indecisos) entre el 1,5% y el 3%, que es el umbral de entrada al Parlamento griego.

## Plan de gobierno y metas
El partido ha establecido diez objetivos inmediatos y de largo plazo que son:
- Resolver el problema demográfico griego aumentando las tasas de natalidad mediante exenciones de impuestos, ayuda económica y recompensa por la maternidad.
- Poner fin a la inmigración ilegal mediante la deportación inmediata de todos los inmigrantes ilegales de Grecia, la terminación del alojamiento gratuito y los subsidios mensuales para todos los que residen ilegalmente en Grecia.
- Producción autosuficiente de todos los elementos esenciales, que incluye, entre otros, medicamentos, alimentos, combustible y armas de fuego.
- Fomentar el trabajo y el espíritu empresarial mediante la reducción de todos los tipos impositivos y su asimilación con los de los países vecinos, que han absorbido a miles de empresas griegas. Además, el uso adecuado de la propiedad pública, la atracción de inversores a través de las mejoras geoestratégicas del país y, sobre todo, la prioridad para el ciudadano griego.
- Actualización de la doctrina geoestratégica nacional que incluye la declaración de la zona económica exclusiva de Grecia, la ampliación de las aguas territoriales griegas a 12 millas náuticas y una estrategia de defensa común entre Grecia y Chipre.
- Correcta explotación de los yacimientos de hidrocarburos griegos en su Zona Económica Exclusiva.
- Nueva doctrina defensiva con un golpe decisivo inmediato contra cualquier intrusión extranjera. Nuevo modelo de equipamiento para las fuerzas armadas griegas con decenas de plataformas de lanzamiento en islas e islotes del Archipiélago. Vehículos aéreos no tripulados y submarinos que crearán un muro de defensa impenetrable. Sistemas de armas de fabricación griega con costes mínimos.
- Política de tolerancia cero a la criminalidad. Operaciones policiales especiales para reprimir los campamentos ilegales en el país y abolición de las condiciones favorables que permiten que muchos delincuentes peligrosos anden libres a diario.
- Limpieza política. Acabar con el robo y la explotación ilegal del patrimonio público por parte de políticos corruptos y Organizaciones No Gubernamentales.
- Educación griega. Preservación de los valores eternos de la educación griega, preservación de la cultura y tradiciones griegas. Defender la ortodoxia cristiana contra la amenaza de la islamización.